# Polyglot
Een polyglot (een samenstelling van het Griekse poly- "veel" en glōtta "tong"/"taal") is iemand die veel talen spreekt. Aldus de betekenis van het woord.
Er is geen algemeen erkende definitie van hoeveel talen er moeten zijn en hoe goed ze moeten worden gesproken om iemand een polyglot te kunnen noemen.
In de meeste gevallen is de bewering dat iemand een polyglot is gebaseerd op de zelfrapportage van die persoon. Veel mensen hebben beweerd dat ze tientallen of zelfs honderden talen spreken. Er zijn echter goede redenen om aan dergelijke beweringen te twijfelen:
- Ten eerste gaat het erom hoe goed iemand beweert een specifieke taal te spreken. Het is gemakkelijker om eenvoudige teksten te lezen dan om een normaal gesprek te voeren.
- Ten tweede worden talen soms bestempeld als verschillende talen die in feite twee varianten van dezelfde taal zijn. Bijvoorbeeld, Hindi en Urdu zijn in wezen dezelfde taal met een ander schrift en standaardisatie.

Om een taal daadwerkelijk goed onder de knie te krijgen, moet men veel tijd investeren en de taal niet alleen “leren”, maar ook veelvuldig gebruiken. Dit kan meerdere jaren duren, zelfs als de taal intensief wordt bestudeerd. Daarom zijn de beweringen van sommige polyglotten dat ze tientallen talen kunnen spreken niet bepaald geloofwaardig, alleen al om tijdsredenen.
Sommige mensen doen alsof ze polyglotten zijn door een paar zinnen te leren en voorbijgangers op straat aan te spreken in internetvideo's. Door de verbaasde reacties en complimenten van voorbijgangers lijkt het alsof de zogenaamde polyglot de taal goed beheerst. In werkelijkheid blijft de conversatie beperkt tot een paar zinnen. Dit gedrag kan soms pure opschepperij zijn, maar soms maakt het deel uit van een zwendel wanneer de video's worden gebruikt om reclame te maken voor taalapps of cursussen.
Wanneer iemand zich vlot kan uitdrukken in twee verschillende talen is die persoon tweetalig.

## Bekende polyglotten

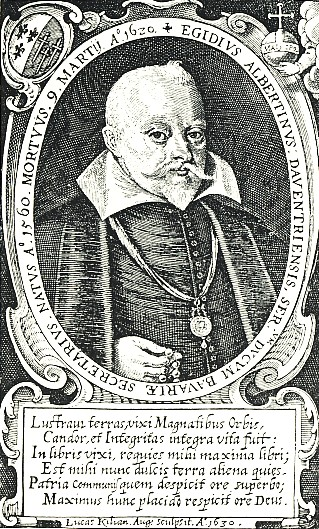
Aegidius Albertinus
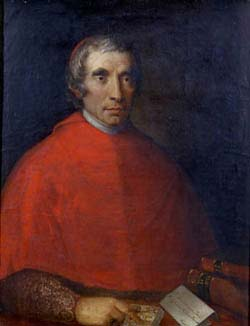
Giuseppe Mezzofanti
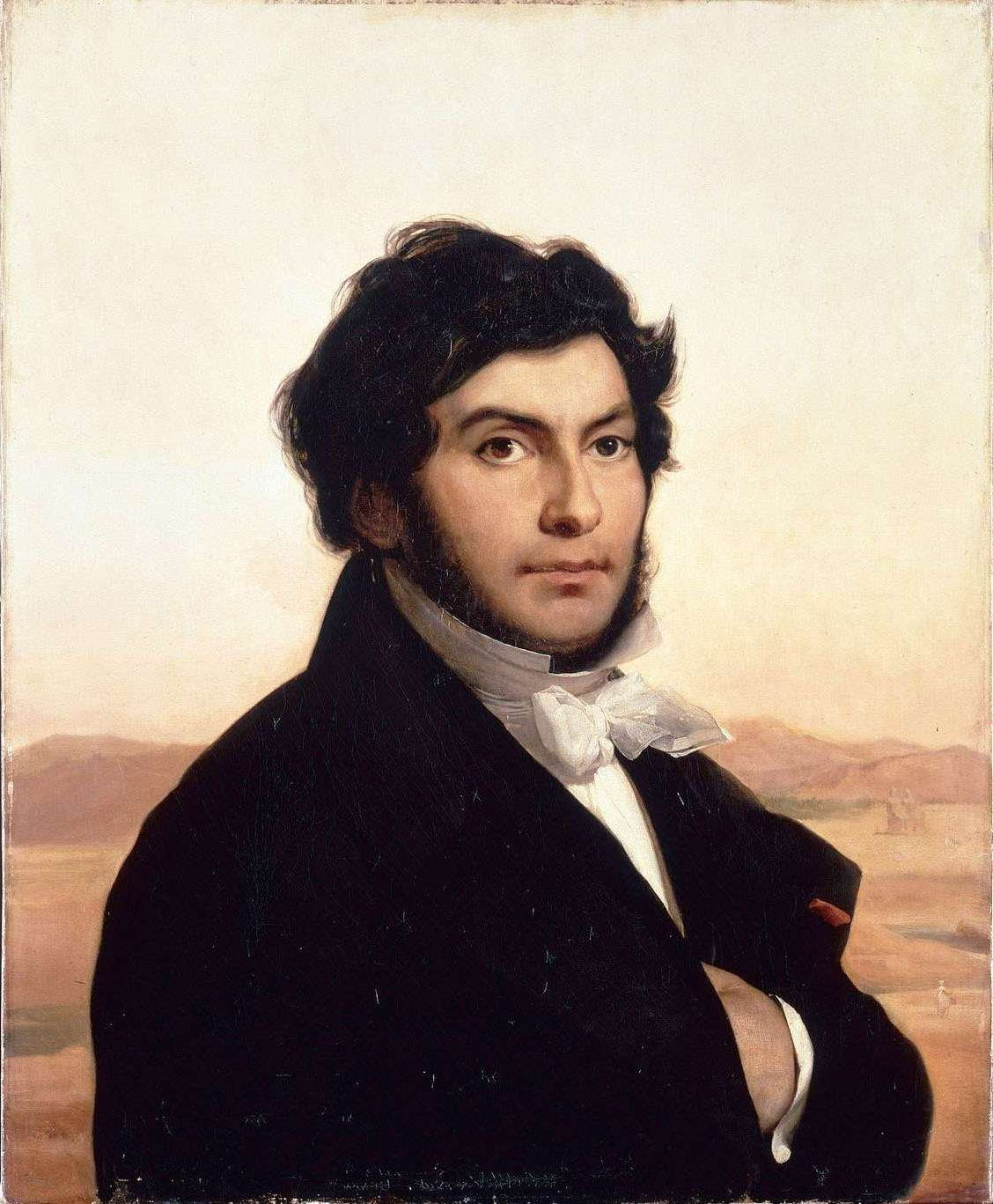
Jean-François Champollion
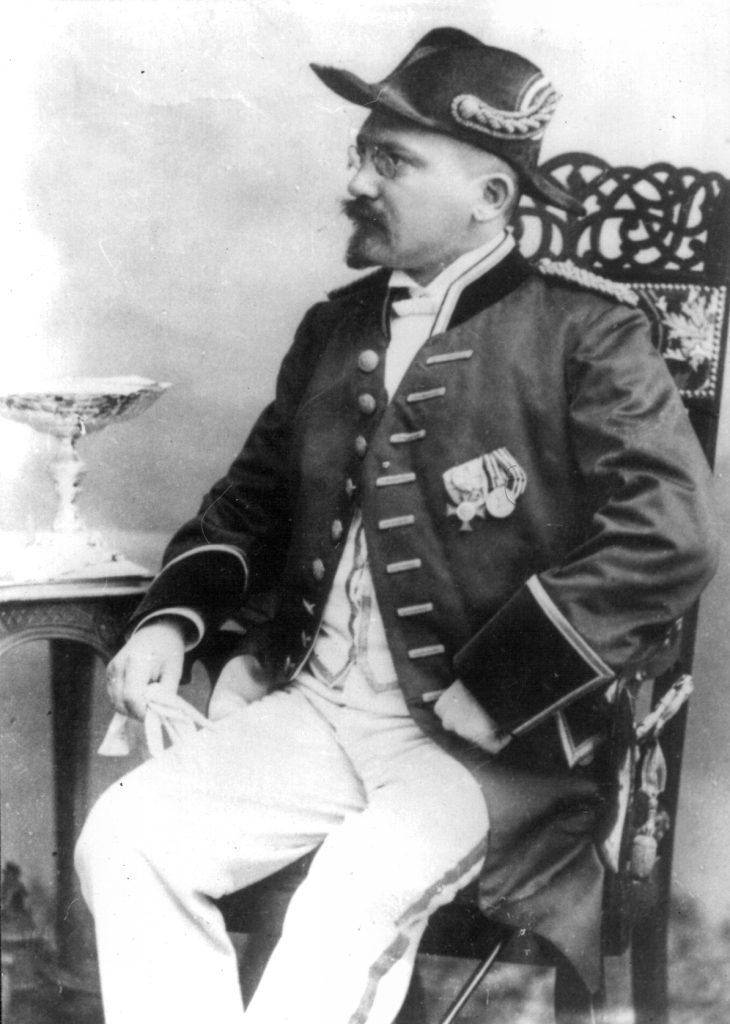
Emil Krebs
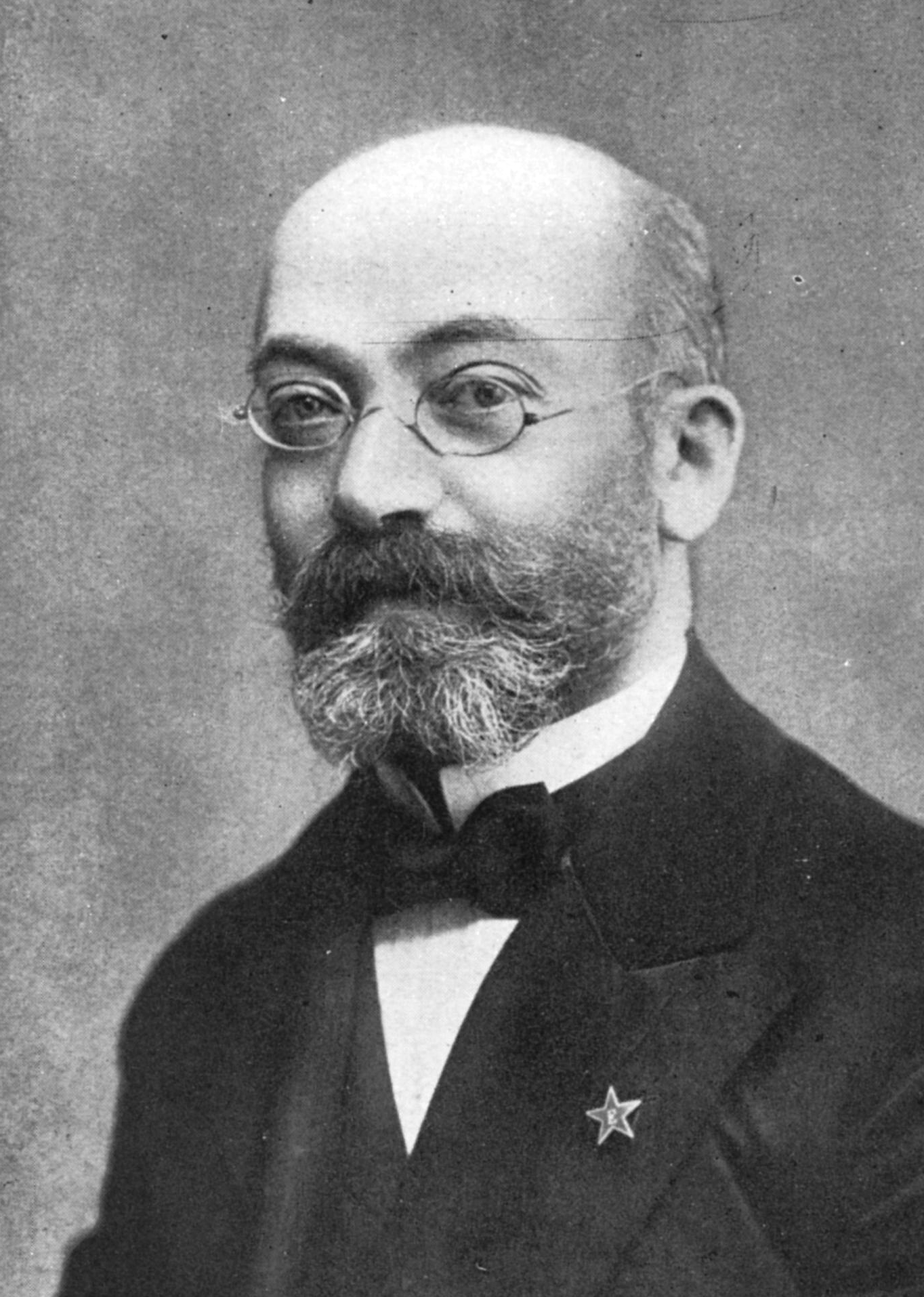
Lejzer Zamenhof
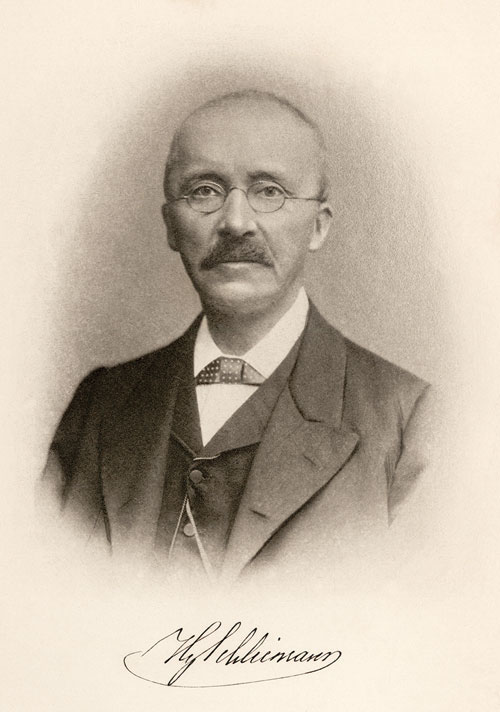
Heinrich Schliemann
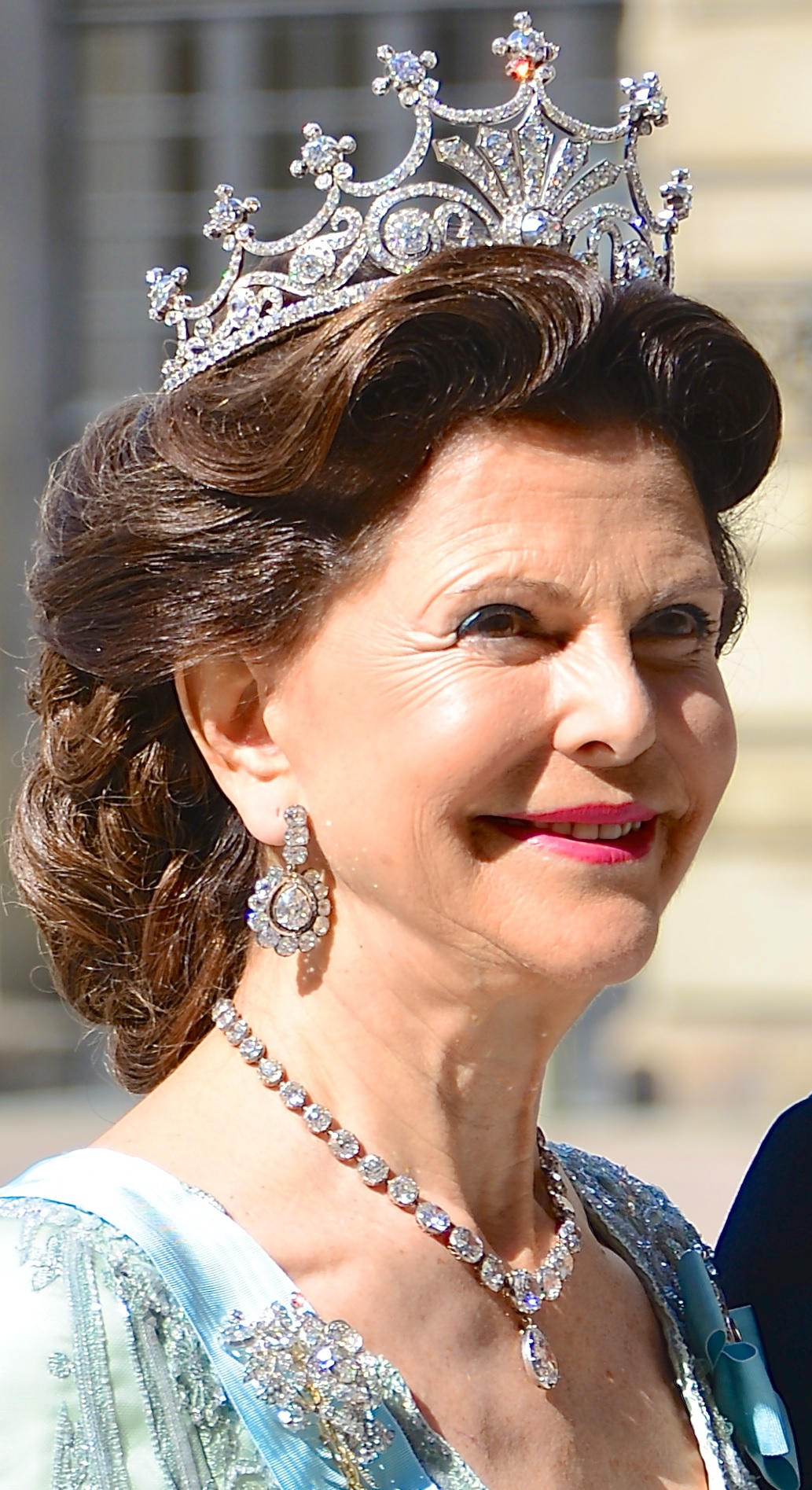
Silvia Sommerlath
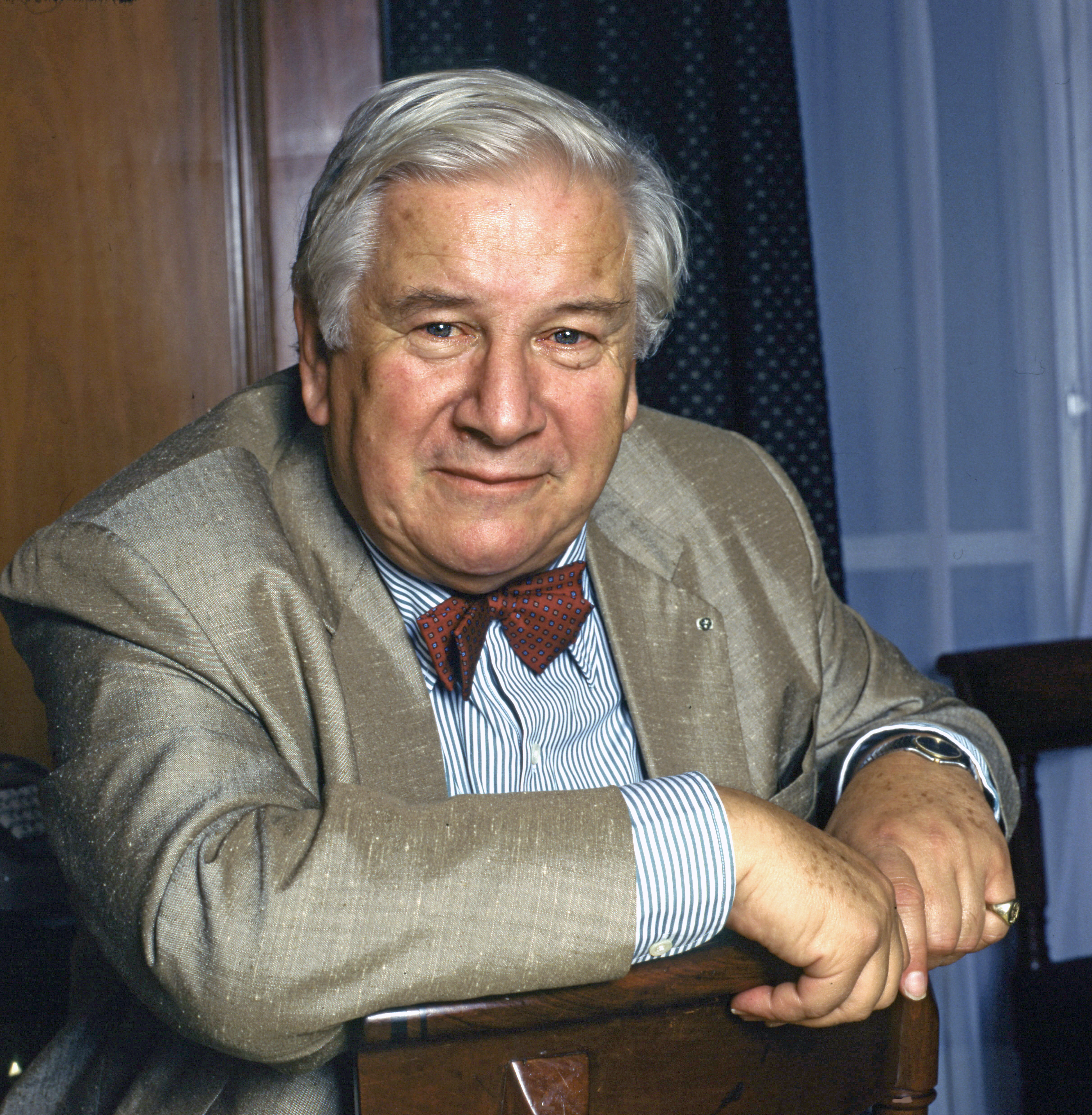
Peter Ustinov
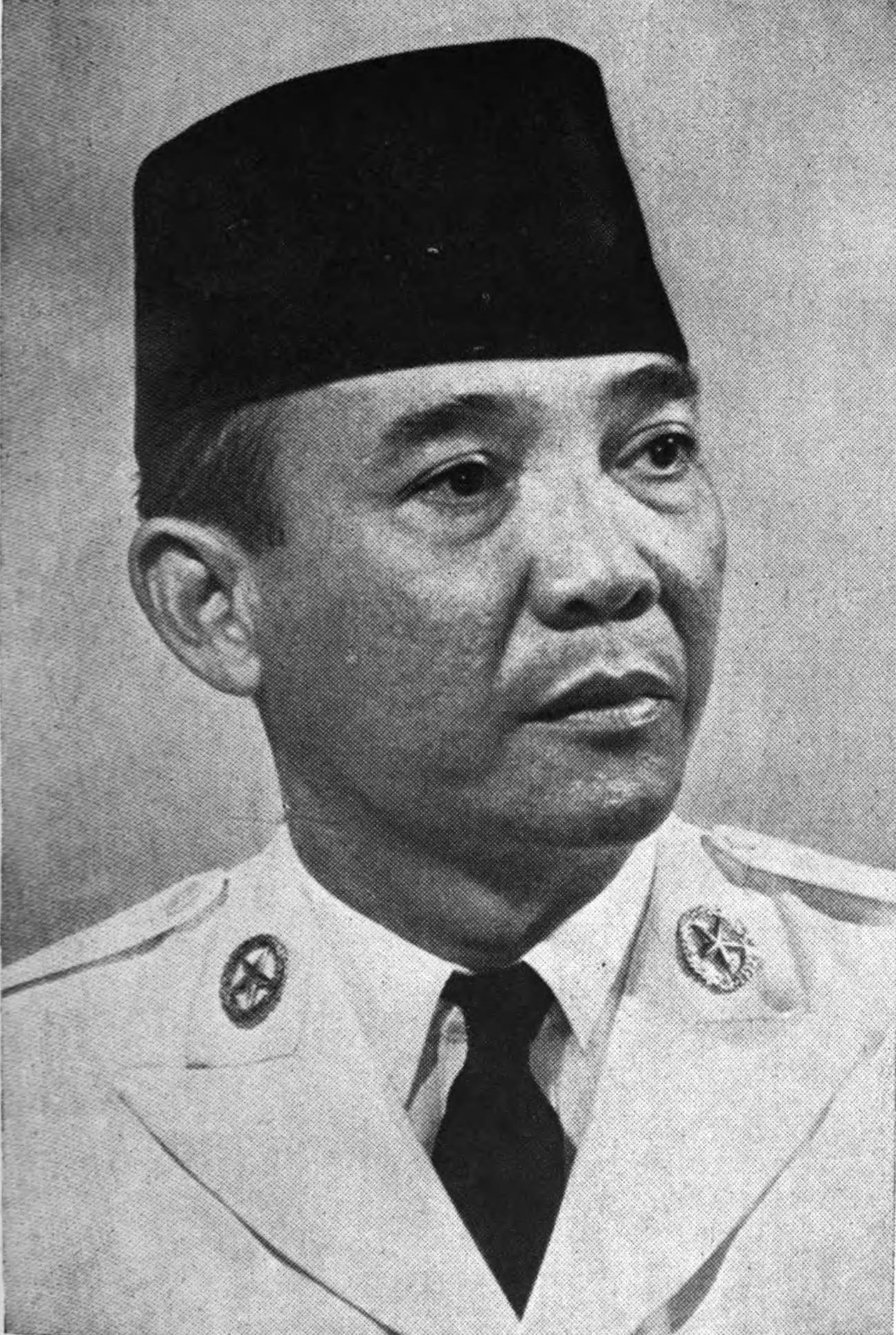
Soekarno
Menachem Mendel Schneerson
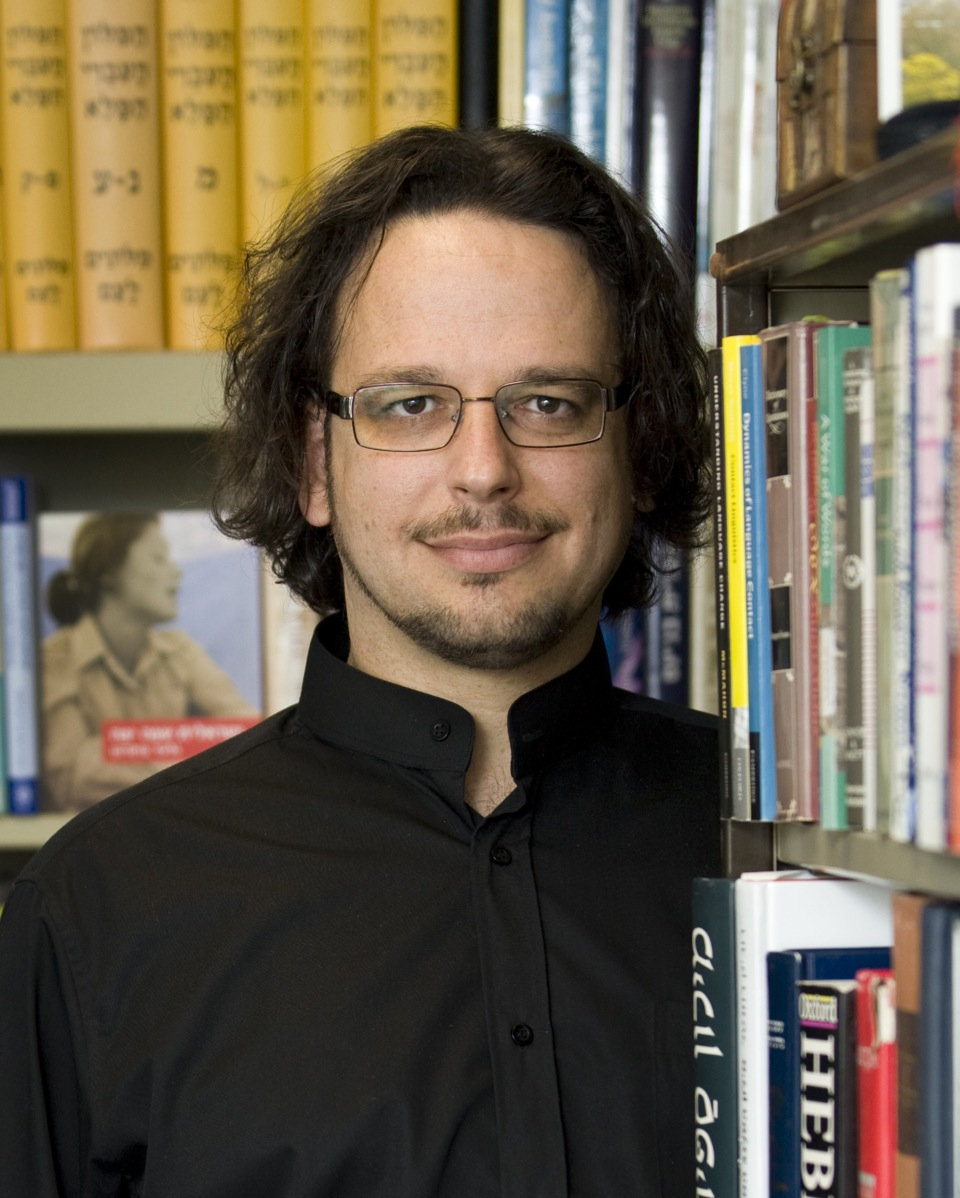
Ghil'ad Zuckermann
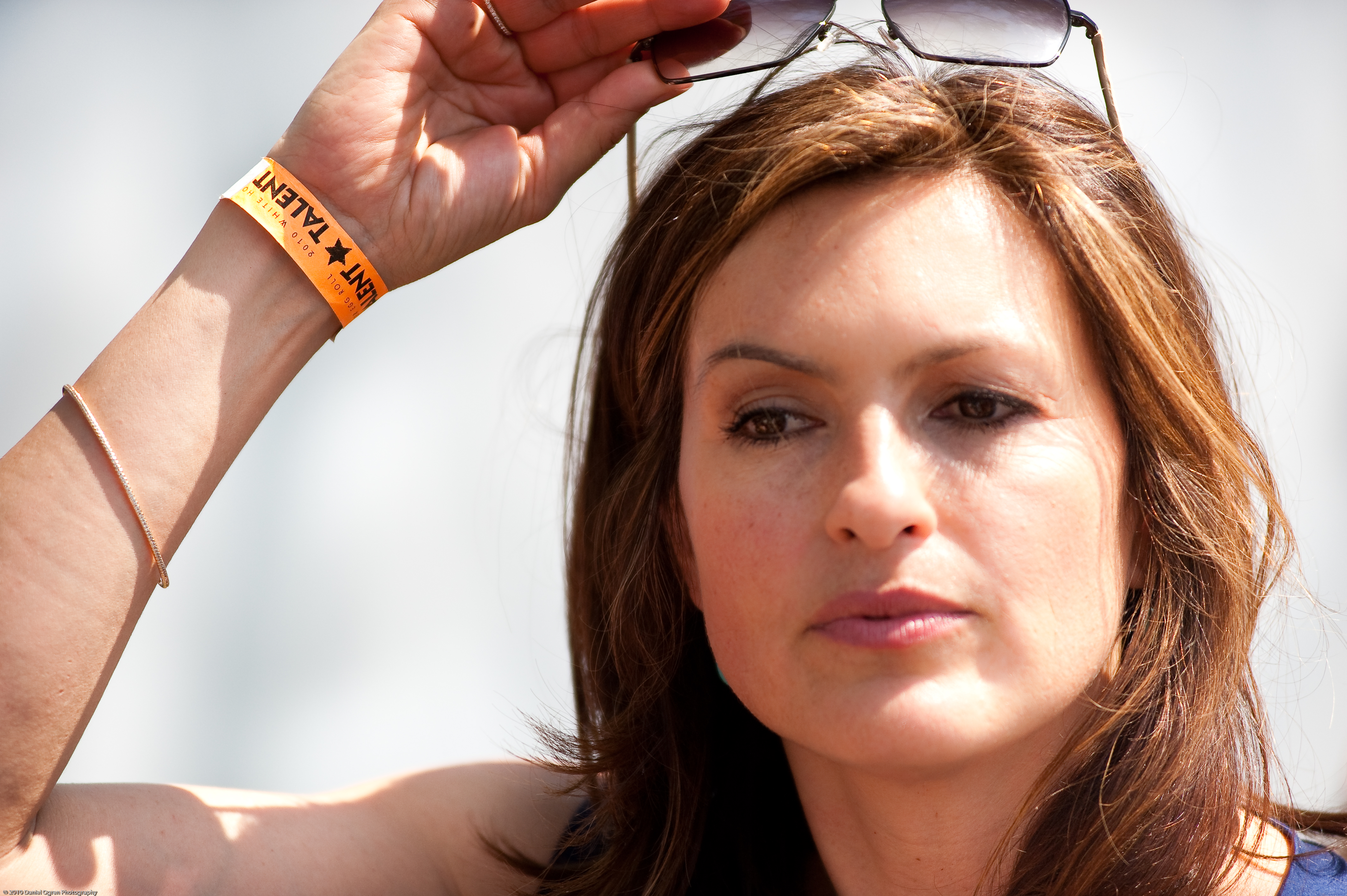
Mariska Hargitay

Uit Nederlandstalige gebieden:

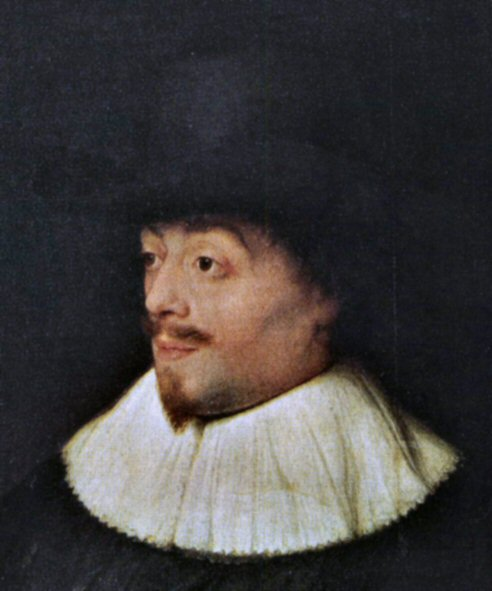
Constantijn Huygens
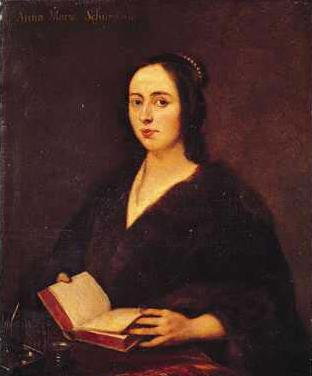
Anna Maria van Schurman
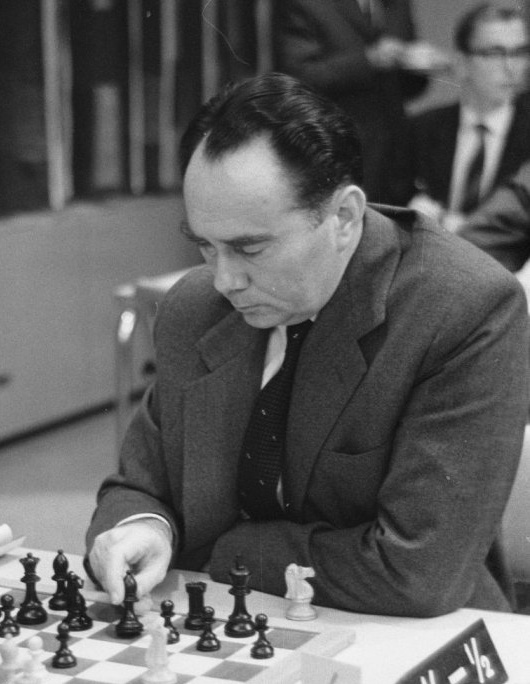
Alberic O'Kelly de Galway
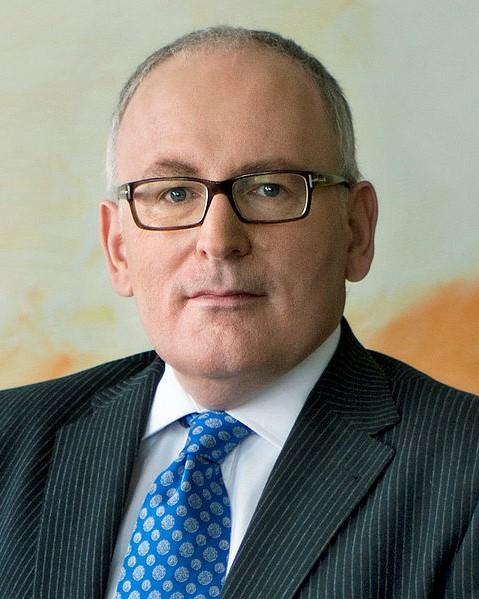
Frans Timmermans
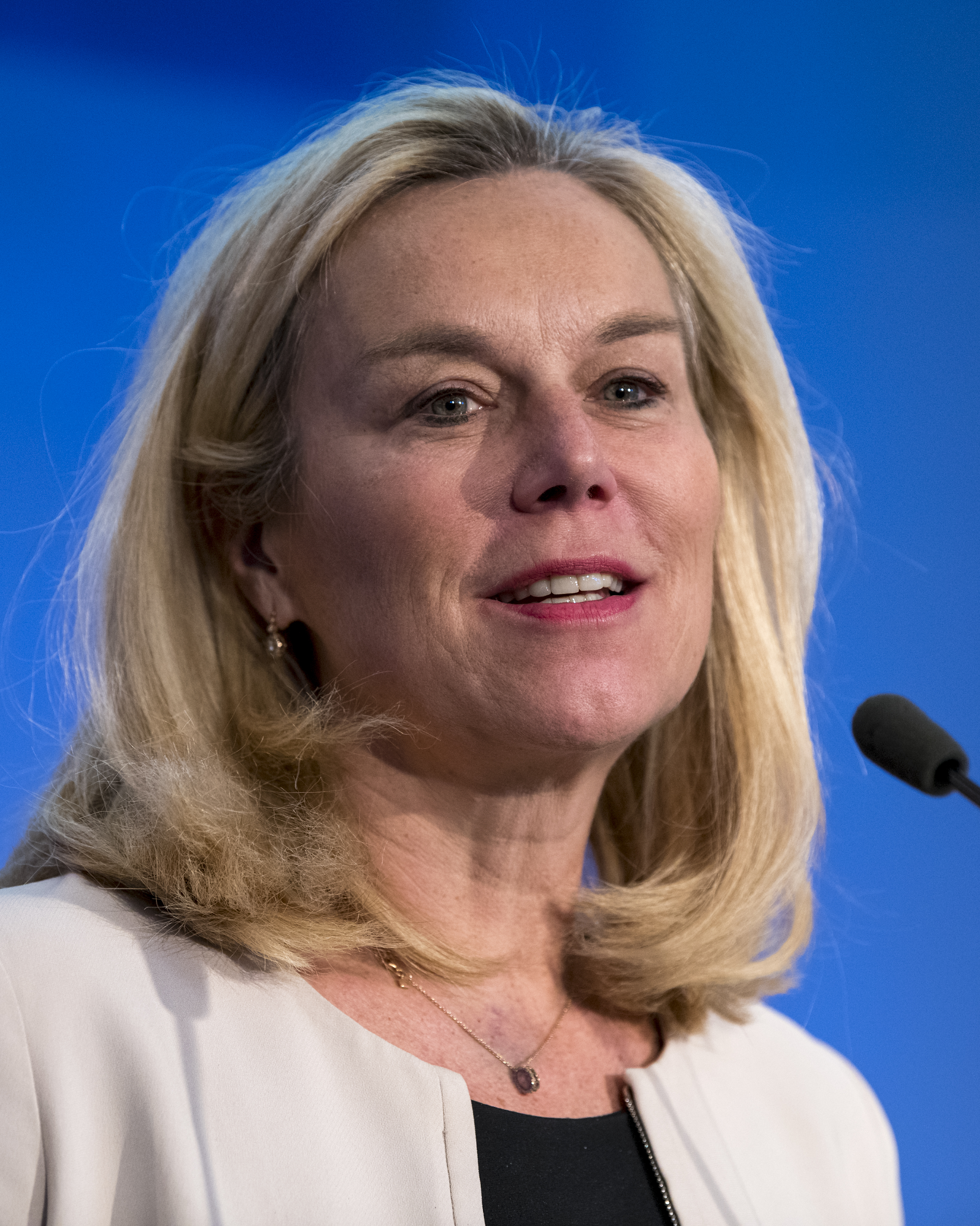
Sigrid Kaag
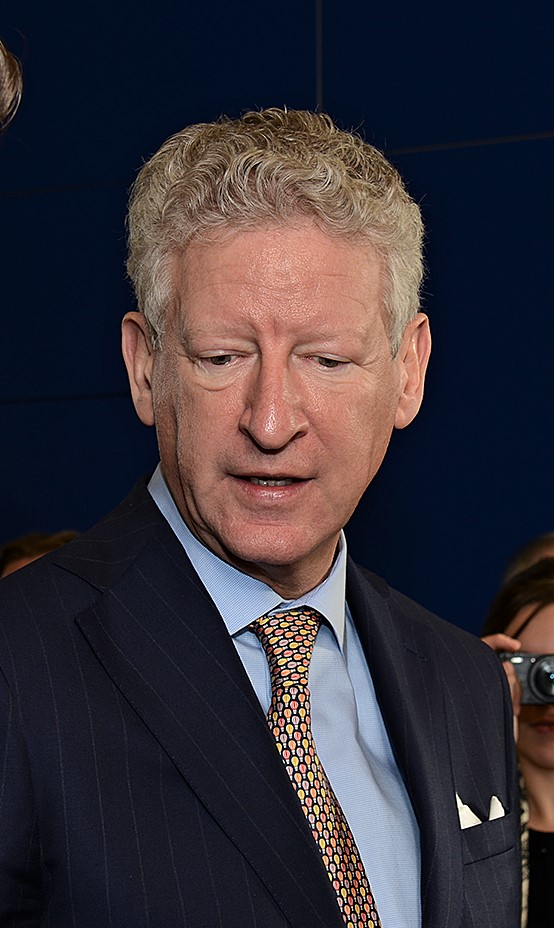
Pieter De Crem
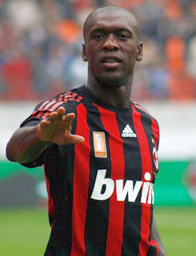
Clarence Seedorf